# Jacques Yoki Onana
 (mai 2024).
Jacques Yoki Onana, est un homme politique camerounais, né en 1977. Il est membre du Rassemblement Démocratique du Peuple Camerounais et maire de la commune de YaoundéVI depuis 2017 .

## Biographie

### Parcours Politique
Jacques Yoki Onana est entre 2013 et 2017 conseiller municipal et deuxième adjoint du maire d'alors, Paul Martin Lolo. Le 23 juin 2017, il est élu pour la première fois à la tête de la Commune de Yaoundé VI,.  
En février 2020, il est réélu avec 27 % des voix lors du double scrutin législatif et municipal.

### Implication dans le football
Jacques Yoki Onana est membre du comité exécutif de la fédération camerounaise de football(FECAFOOT).  Il est aussi Président de la ligue départementale de football du Mfoundi. 

## Polémique
Le 24 mars 2024, un conflit ouvert éclate  entre lui et son deuxième adjoint, Virginie Simone Ngah sur fond de rivalités politiques en vue des élections municipales de février 2025.                     

## Contributions notoires
Sous le magistère de Jacques Yoki Onana, divers chantiers sont entrepris par la Commune. 
Le maire fait reconstruire un pont sur la rivière  Mingoua-Assi à Mendong. Celui-ci est inauguré le 31 août 2018 et baptisé "Pont Yoki-Onana" . 
En 2019, la mairie de Yaoundé VI reçoit le prix de la commune la plus propre de Yaoundé
Le 23 janvier 2020, Jacques Yoki Onana inaugure le bâtiment flambant neuf de l' hôtel de ville de Yaoundé VI, construit sur deux étages. Le projet de cet hôtel de ville est lancé en 2012, sous le mandat de son prédécesseur Jean Claude Adjessa Melingui. Le 8 septembre 2023, le nouveau bâtiment est ravagé par un virulent incendie dont l'origine n'a pas ete communiquée (neuf ans plus tôt, les anciens locaux de la mairie en sont également victimes).  
En août 2022, il lance un programme de bourses de formation professionnelle dans de divers métiers pour le compte des jeunes de Yaoundé VI.  

## Drame
Le 18 mars 2021, Jacques Yoki Onana échappe à un accident mortel sur la route de  Balengou, village à 25 km de Bangangté dans le département du Ndé, région de l'Ouest.   

## Hommages et distinctions
Yoki Onana est élevé à la dignité de "Bantok" (le père du palais) par sa Majesté Fon NgumIV, le Fon du peuple Oku.